# Can Bot
Can Bot, i la capella de la Mare de Déu del Carme, és una obra del municipi de Cànoves i Samalús (Vallès Oriental) inclosa en l'Inventari del Patrimoni Arquitectònic de Catalunya.

## Descripció
La casa principal forma conjunt amb una capella a la que s'uneix mitjançant un pont que porta al cor. La casa és de planta rectangular i tres pisos d'alçada. La façana, orientada de cara a migdia, té un portal adovellat on hi ha gravada la data de 1701 dintre d'un cercle aguantat per un cap d'àngel. Al seu damunt hi ha un gran balcó emmarcat per carreus rectangulars i en el pis superior una finestra d'arc conopial, de tipus gòtic del segle xvi que varen portar d'una altra casa. La façana presenta una composició simètrica, amb dues finestres a cada banda. A la dreta hi ha una galeria d'arc de mig punt.

## Història
En el fogatge de 1553 està documentat Pere Bot, però possiblement la família existia amb anterioritat. La casa actual reemplaça una del segle xvi. La construcció actual és de principis del segle xviii, tal com ho indica la data gravada al portal (1701), així com l'existència del balcó i la galeria d'arcades que no es poden datar amb anterioritat.
La casa va ser comprada per la família Batista Roca l'any 1910. És d'aquests anys la unió entre la capella i la casa, així com les reformes de la banda esquerra de la façana. Els anys 1940 es va reformar la banda del darrere, obrint una nova porta i fent un cos d'arcades. A finals dels anys 90, després d'un llarg litigi, va passar a mans de la família Volart.